# Manhattan Beach
Manhattan Beach ist eine Stadt im Los Angeles County im US-Bundesstaat Kalifornien. Die Stadt hat 34.688 Einwohner (Stand: 1. Juli 2021) und eine Fläche von 10,04 km². Manhattan Beach liegt am Pazifik und grenzt an El Segundo, Gardena, Hawthorne, Redondo Beach und Hermosa Beach. Der Strand ist ca. 3,38 km (2,1 Meilen) lang. Manhattan Beach und die benachbarten Städte Hermosa Beach und Redondo Beach gehören zu den drei Beach Cities im Einzugsbereich der South Bay von Los Angeles. Die Stadt liegt an der California State Route 1, die auch als Pacific Coast Highway bekannt ist.
Im Jahr 1983 wurde in Manhattan Beach der McMartin-Prozess eröffnet. Er war einer der ersten Satanisten- und Kindesmissbrauchprozesse. In der Stadt und in der örtlichen Mira Costa High School wurden bis Anfang 2007 Teile der amerikanischen Fernsehserie O.C., California gedreht. O.C. steht dabei für den Bezirk Orange County, Manhattan Beach gehört jedoch nicht zum Orange County.

## Geschichte
Die ersten bekannten Einwohner des Gebietes, auf dem sich heute Manhattan Beach befindet, waren Indianer vom Stamm der Tongva. Nachdem 1771 von den Spaniern zunächst die Mission San Gabriel und zehn Jahre später die Siedlung El Pueblo de la Reina de los Angeles ("Stadt der Königin der Engel") gegründet worden war, entstand eine kleine Straße, die Salzflächen, welche die Indianer abbauten, mit Los Angeles verband. Nach der Unabhängigkeit Mexikos von Spanien im Jahre 1822 versteigerte die neue mexikanische Regierung das Land an die höchsten Bieter. Im Fall des heutigen Manhattan Beach war dies Antonio Ygnacio Avila, der 91 Quadratkilometer Land in der Gegend erworben hatte, um dort Schafzucht zu betreiben. Die meisten der neuen kalifornischen Landinhaber verloren ihren Besitz in den Jahren nach dem Mexikanisch-Amerikanischen Krieg wieder. Nachdem 1863 der schottische Einwanderer Sir Robert Burnett das Land von Avila erworben hatte, verpachtete er es 1873 für 33.000 $ an den Kanadier Daniel Freeman und kehrte danach zurück nach Schottland. 1885 kaufte Freeman die Ranch für 140.000 $ von Burnett. Später erwarb George H. Peck einen großen Teil des Landes, das heute den nördlichen Bereich von Manhattan Beach bildet.
Im Jahre 1903 errichtete die Pacific Electric Railway eine Vorortlinie, die sich vom Stadtzentrum von Los Angeles bis Santa Monica nach Westen, von dort aus entlang der Uferlinie nach Süden bis nach Redondo Beach erstreckte und dabei auch Manhattan Beach passierte. 1940 wurde der Betrieb dieser Linie wieder eingestellt. Heute verläuft ungefähr entlang dem Verlauf der ehemaligen Linie ein Fahrradweg.

## Persönlichkeiten

### Söhne und Töchter der Stadt
- Leslie E. Robertson (1928–2021), Bauingenieur
- Nina Matthies (* 1953), Volleyball- und Beachvolleyballspielerin
- Michael Dodd (* 1957), Volleyball- und Beachvolleyballspieler
- Tim Walmer (* 1960), Beachvolleyballspieler
- Amanda Wyss (* 1960), Schauspielerin
- Susan Gibney (* 1961), Schauspielerin
- Jeff Atkinson (* 1963), Mittelstreckenläufer
- Joy Kitzmiller (* 1964), Badmintonspielerin
- Barbra Fontana (* 1965), Beachvolleyballspielerin
- Jeff Tarango (* 1968), Tennisspieler
- Lisa Arce (* 1969), Beachvolleyballspielerin
- Eric Fonoimoana (* 1969), Beachvolleyballspieler und Olympiasieger
- Karrie Poppinga (* 1969), Volleyball- und Beachvolleyballspielerin
- Ben Sharples (* 1974), Schauspieler, Filmschaffender und Tennisspieler
- Danny Strong (* 1974), Schauspieler und Drehbuchautor
- Kristen Miller (* 1976), Schauspielerin
- Rachel Bloom (* 1987), Schauspielerin, Komödiantin, Sängerin und Drehbuchautorin
- Alexandra Klineman (* 1989), Volleyball- und Beachvolleyballspielerin
- Lane Carico (* 1990), Beachvolleyballspielerin
- Tessa Allen (* 1996), Schauspielerin
- Gavin Hoover (* 1997), Radrennfahrer
- Ryan Newman (* 1998), Schauspielerin, Model und Sängerin

### Bekannte Bewohner
- Jordan Belfort (* 1962), Motivationstrainer und Börsenmakler
- Brad Bird (* 1957), Filmregisseur, -produzent und Drehbuchautor
- Bob Bradley (* 1958), Fußballtrainer
- Mme. Charles Cahier (1870–1951), Opernsängerin
- Michael Cammalleri (* 1982), kanadischer Eishockeyspieler
- Dave Coulier (* 1959), Schauspieler
- Marc Crawford (* 1961), kanadischer Eishockeyspieler und -trainer
- Johnny Depp (* 1963), Schauspieler
- Patty Dodd (* 1963), Volleyball- und Beachvolleyballspielerin
- Landon Donovan (* 1982), Fußballspieler
- Alexander Frolow (* 1982), russischer Eishockeyspieler
- Devean George (* 1977), Basketballspieler
- Ron Hextall (* 1964), kanadischer Eishockeyspieler
- C. Thomas Howell (* 1966), Schauspieler
- Rachel Hunter (* 1969), Fotomodel und Schauspielerin
- Kevin James (* 1965), Schauspieler
- Casey Jennings (* 1975), Beachvolleyballspieler
- Cobi Jones (* 1970), Fußballspieler
- Michelle Kwan (* 1980), Eiskunstläuferin
- Jeff Maguire (* 1952), Drehbuchautor
- Benjamin McKenzie (* 1978), Schauspieler
- Holly McPeak (* 1969), Beachvolleyballspielerin
- Stein Metzger (* 1972), Beachvolleyballspieler
- Mike Mignola (* 1960), Comic-Autor
- Marisa Miller (* 1978), Model
- Kevin Nealon (* 1953), Schauspieler
- Lamar Odom (* 1979), Basketballspieler
- Michael Olowokandi (* 1975), britisch-nigerianischer Basketballspieler
- Liz Phair (* 1967), Singer/Songwriterin und Gitarristin
- Teri Polo (* 1969), Schauspielerin
- Thomas Pynchon (* 1937), Schriftsteller
- Željko Rebrača (* 1972), serbischer Basketballspieler
- Tara Reid (* 1975), Schauspielerin
- Charlie Saikley (1935–2005), Mitbegründer des Beachvolleyballs
- Chaim Schalk (* 1986), US-amerikanisch-kanadischer Volleyball- und Beachvolleyballspieler
- Marija Scharapowa (* 1987), russische Tennisspielerin
- Max Thieriot (* 1988), Schauspieler
- Kerri Walsh (* 1978), Beachvolleyballspielerin
- Jessica Welch (* 1980), kanadische Schauspielerin und Model
- Owen Wilson (* 1968), Schauspieler